# Cestas

Cestas este o comună în departamentul Gironde din sud-vestul Franței. În 2009 avea o populație de 16.409 de locuitori.

## Evoluția populației
| An        | 1975  | 1982   | 1990   | 1999   | 2006   | 2009   |
| --------- | ----- | ------ | ------ | ------ | ------ | ------ |
| Populație | 6.445 | 13.730 | 16.768 | 16.927 | 16.674 | 16.409 |